# Richard Fancy
Richard Fancy (nacido el 2 de agosto de 1943) es un actor estadounidense conocido por su papel como el editor Mr. Lippman en Seinfeld.
Entre las series en las que ha trabajado se encuentran It's Garry Shandling's Show, Boston Legal, The Wonder Years, Gilmore Girls y General Hospital. Sus créditos en el cine incluyen Tango & Cash (1989), What About Bob? (1991), The Last Outlaw (1993), Species (1995), Being John Malkovich (1999) y The Girl Next Door (2004).    

## Primeros años
Fancy nació en Evanston, Illinois, su madre era actriz de radio y su padre vendedor. Está casado con Johanna Fass, la hija de los guionistas George y Gertrude Fass; tienen varios hijos.